# Brug 1975
Brug 1975 is een bouwkundig kunstwerk in Amsterdam-Zuidoost.
De brug in de vorm van een viaduct is gelegen in de Burgemeester Stramanweg. Ze overspant het voetgangers- en fietsgebied "De Passage" behorende bij het complex van de Johan Cruijff ArenA. Die ArenA werd na veel aanpassingen gebouwd boven de Burgemeester Stramanweg, die juist daarvoor was rechtgetrokken. Vlak voordat de Burgemeester Stramanweg onder het complex duikt, lag daar die voetgangers- en fietspassage. De rijdekken zijn gelegen in een soort betonnen bak die gedragen wordt door ronde pijlers. Bijzonder aan het viaduct is dat er een afslag op is geplaatst. De rijbak naar het oosten heeft een afsplitsing richting transferium. Die afslag kreeg een extra ondersteuning mee in de vorm van een cantileverachtige constructie (ophanging/ondersteuning aan een zijde van de brug) in vloeiende lijnen. Die vloeiende lijnen alsmede de kleurstelling grijs en rood wijzen op het ontwerp van Quist Wintermans Architekten. Het architektenbureau was betrokken bij meer kunstwerken in de omgeving van de ArenA.
Aan de andere zijde van het voetbalstadion komt de Burgemeester Stramanweg weer tevoorschijn met brug 1976.
Onder het viaduct staan twee beelden van Hans Jouta, dat van Bobby Haarms en Johan Cruyff en zijn metalen reflecterende klinkers toegepast..

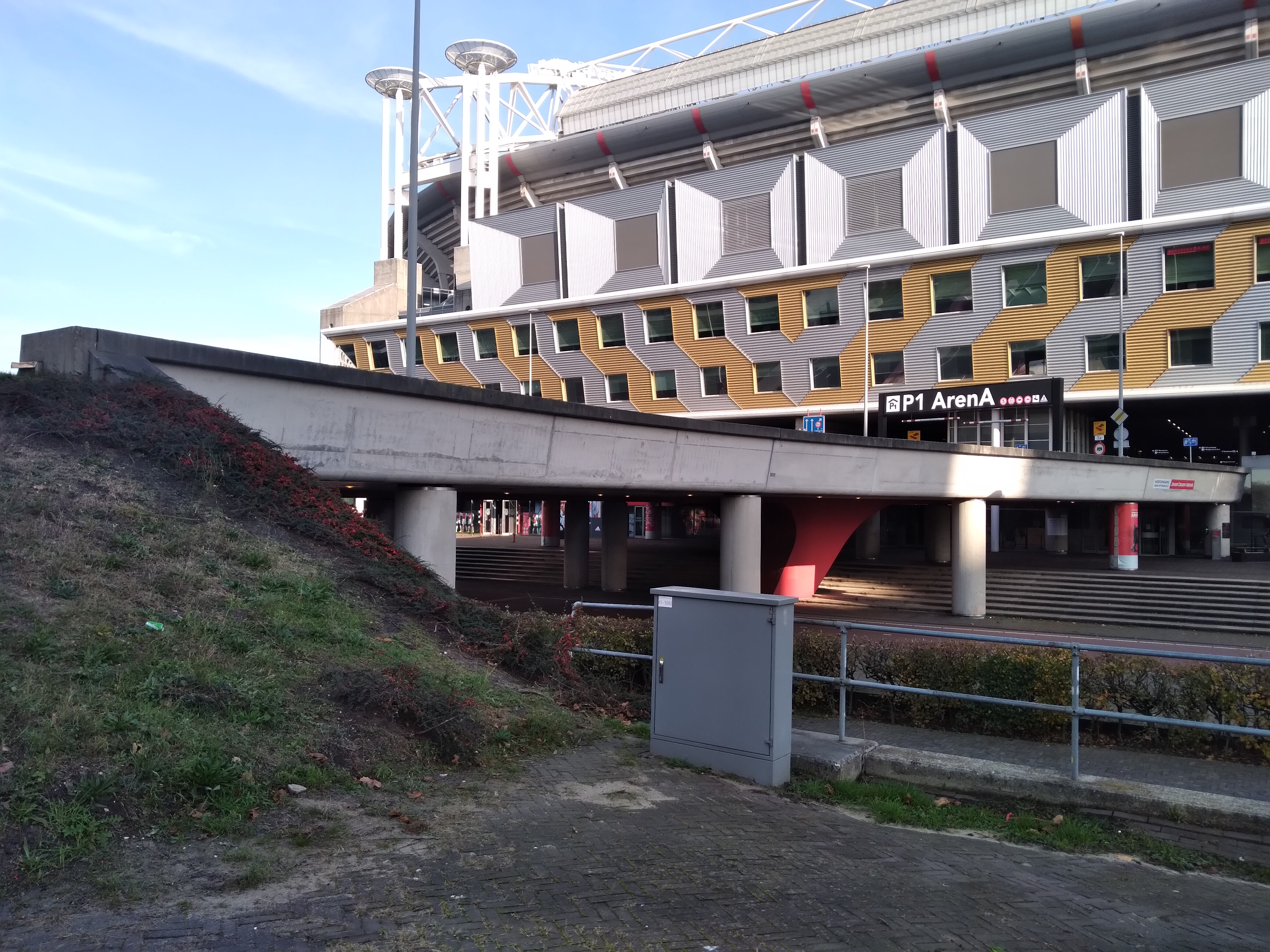
Zijaanzicht (november 2020)

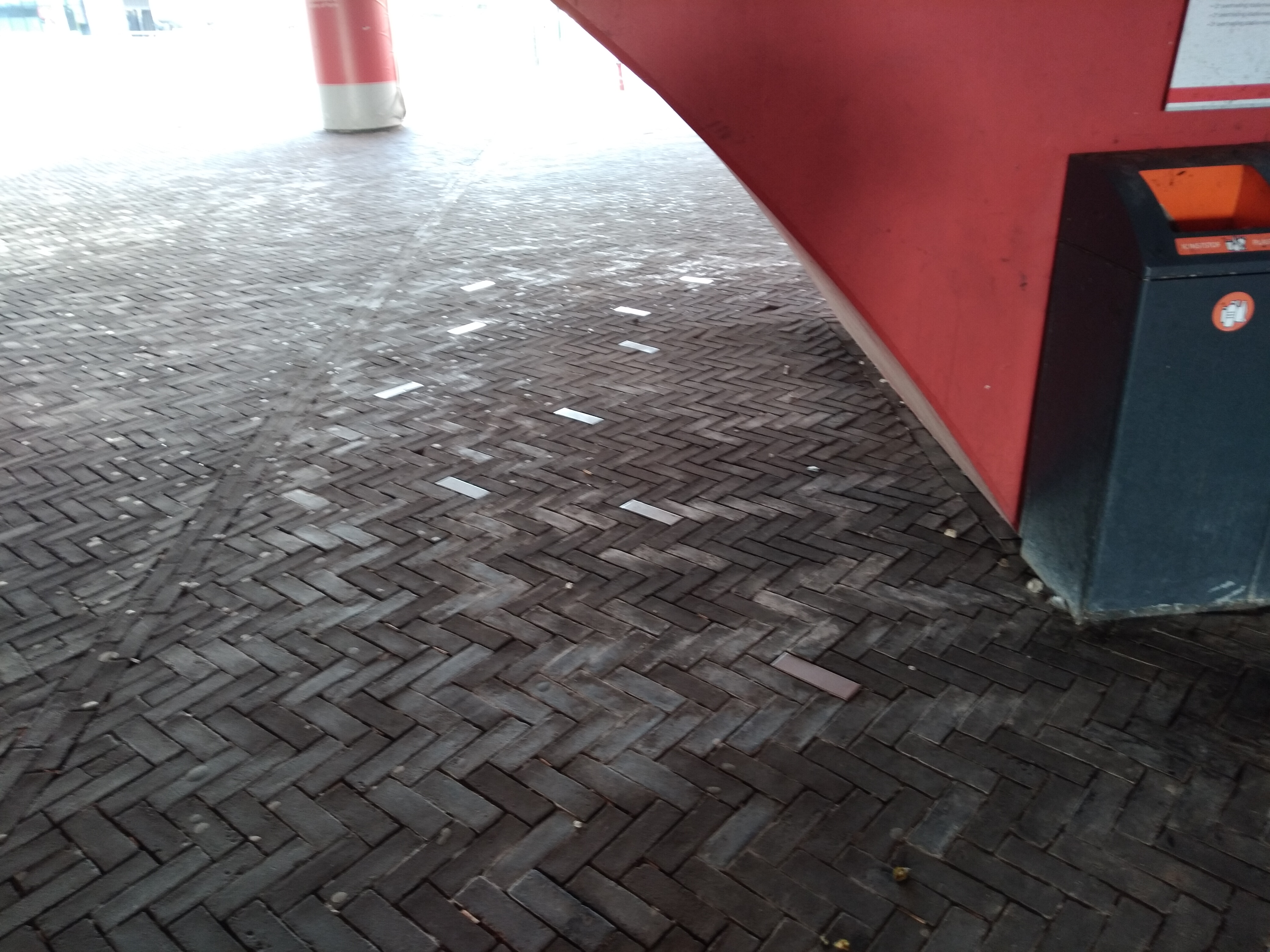
Reflecterende klinkers onder brug 1975 (november 2020)

<<< · 1900 · 1901 · 1902 · 1904 · 1906 · 1907 · 1908 · 1909 · 1910 · 1911 · 1913 · 1914 · 1915 · 1916 · 1917 · 1919 · 1920 · 1922 · 1923 · 1925 · 1927 · 1929 · 1930 · 1931 · 1932 · 1933 · 1935 · 1936 · 1937 · 1938 · 1939 · 1940 · 1941 · 1942 · 1944 · 1945 · 1946 · 1947 · 1948 · 1949 · 1950 · 1951 · 1952 · 1953 · 1954 · 1955 · 1956 · 1957 · 1958 · 1959 · 1960 · 1961 · 1962 · 1963 · 1964 · 1965 · 1966 · 1967 · 1968 · 1969 · 1970 · 1971 · 1972 · 1973 · 1974 · 1975 · 1976 · 1977 · 1978 · 1979 · 1980 · 1981 · 1982 · 1983 · 1984 · 1985 · 1986 · 1987 · 1988 · 1989 · 1990 · 1991 · 1992 · 1993 · 1994 · 1995 · 1996 · 1997 · 1998 · 1999 · >>>
Brugnummers 1903, 1905, 1912, 1918, 1921, 1924, 1926, 1928, 1934, 1943 zijn niet (meer) in gebruik (januari 2021)